# لوك باتل
لوك باتل (6 أكتوبر 1990 في المملكة المتحدة - ) (بالإنجليزية: Luke Patel)‏ هو لاعب كريكت بريطاني. لعب مع Durham University Centre of Cricketing Excellence ‏.

## وصلات خارجية
- لوك باتل على موقع إي آس بي آن كريك إنفو (الإنجليزية)